# Žatec
Žatec (německy Saaz) je město na severozápadě Česka, v Ústeckém kraji, v okrese Louny. Leží na řece Ohři. Žije zde přibližně 19 tisíc obyvatel, což ze Žatce činí největší město okresu. Historické centrum s jeho průmyslovou čtvrtí z 19. století, ve které je největší koncentrace staveb spojených se zpracováním chmele a obchodováním, bylo roku 2023 zapsáno na Seznam světového kulturního dědictví UNESCO. Žatec dne 18. dubna 2024 obdržel ocenění Historické město roku 2023 a osmkrát získal obdržení Historické město kraje.

## Historie

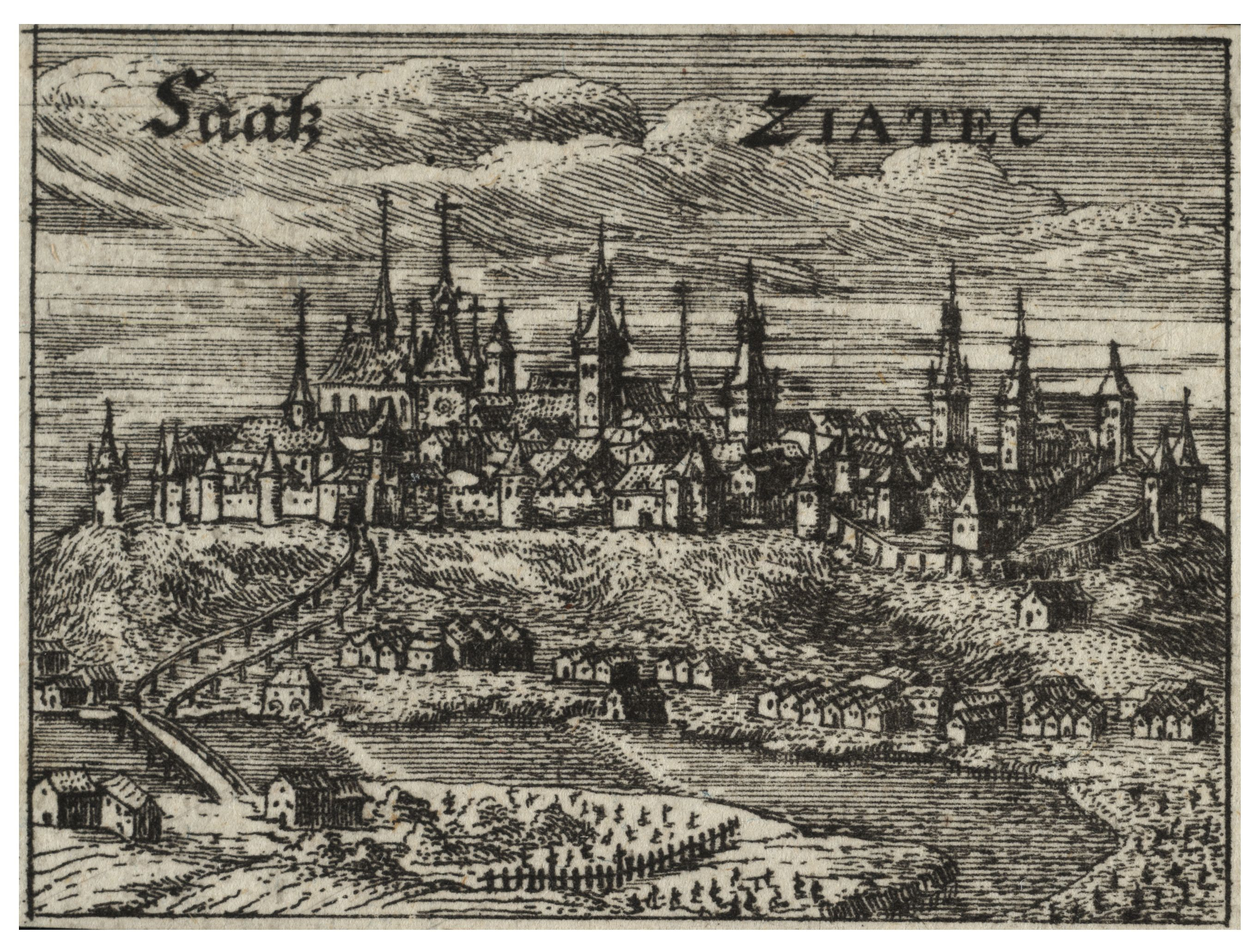
Pohled na Žatec v 17. století

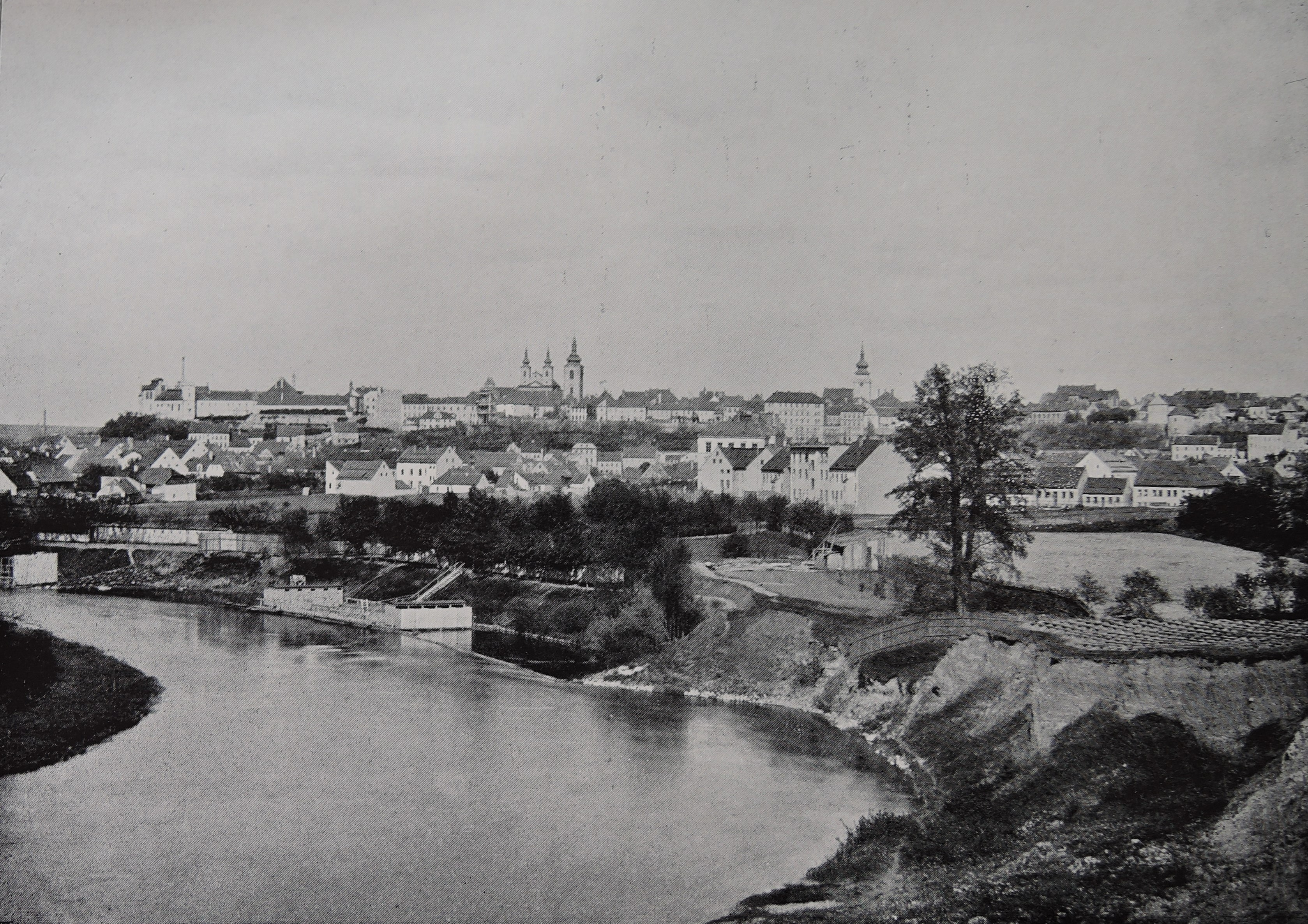
Pohled na vyvýšené centrum v 19. století

Ostrožna nad Ohří však byla poprvé opevněna už na konci pozdní doby halštatské. V 8. a 9. století se na ní podle archeologických nálezů nacházela neopevněná osada, kterou v 1. polovině 10. století nahradilo žatecké hradiště. První písemnou zmínku z roku 1004 o něm obsahuje kronika Dětmara z Merseburku. V roce 1265 král Přemysl Otakar II. udělil Žatci městská privilegia. Velmi známé je dílo Oráč a smrt (Ackermann aus Böhmen) žateckého městského notáře Jana ze Žatce z roku 1400, považované za vrchol pozdně středověké německy psané literatury v českých zemích. Roku 1404 je poprvé zmiňován žatecký hrad.

### Husitství
Významnou úlohu Žatec sehrál v době husitské revoluce. Byl zpočátku, v době silného vlivu chiliasmu, dokonce považován za jedno z pěti měst (spolu s „městem Slunce“ Plzní, Louny, Klatovy a Slaným), která v nastávajícím konci světa uniknou zkáze. Ve městě působili významní husitští kněží Petr Němec a Petr Špička. V září roku 1421 město ustálo útok a měsíční obléhání během druhé křížové výpravy do Čech. Spolu s městy Louny a Slaným byl vytvořen žatecko-lounský svaz, v jehož čele stál Jakoubek z Vřesovic.

### Doba pohusitská
V 16. století patřil Žatec mezi největší česká města a byl centrem Žateckého kraje. Krajským městem zůstal až do roku 1850.
Žatec se rovněž připojil ke stavovskému povstání. Jeho někdejší purkmistr – Maxmilián Hošťálek z Javořice – byl jedním z 27 českých povstalců popravených 21. června 1621 na Staroměstském náměstí. Třicetiletá válka znamenala výrazný úpadek a postupnou germanizaci dosud etnicky převážně českého města.

### Od 18. století do okupace
18. i 19. století znamenala další rozvoj pivovarnictví a pěstování chmele ve městě a okolí. V těch dobách byl založen např. nový pivovar na místě bývalého hradu na Žižkově náměstí (kde je dodnes), chmelařský spolek a chmelný trh. Co se týče správního vývoje, zůstal Žatec i po reformě krajského zřízení v roce 1788 sídlem kraje, od roku 1850 klesl na postavení okresního města. Během období průmyslové revoluce se ve městě rozvíjel průmysl, vznikla zde továrna na výrobu kartonu a papírových krabic, jeden z největších podniků svého druhu v Rakousku-Uhersku, vybudovaná podnikatelem Moritzem Lüdersdorfem, či rozsáhlý areál Dreherova pivovaru. V roce 1930 žilo ve městě 18 tisíc obyvatel převážně německé národnosti, v říjnu 1938 bylo po Mnichovském diktátu připojeno k Třetí říši jako součást župy Sudetenland.

### Druhá světová válka
Žatec se stal hraničním městem třetí říše. Koncem druhé světové války sloužilo město jako jeden velký lazaret a skrýš pro prchající vojáky Wehrmachtu. Poblíž města bylo vystavěno vojenské letiště, které sloužilo k testování nových, snad i „zázračných“ (dle říšského vůdce Hitlera) zbraní a jiné letecké techniky.
Vojenské letiště s betonovou dráhou pak ještě dlouho po válce sloužilo armádě ČSR a ČSSR a letka zde dislokovaná měla primárně za úkol ostrahu západní hranice se SRN. Na počátku 60. let pak odtud odstartovaly dva stroje typu MiG-15 proti narušiteli, kterého představovaly dva stroje americké armády typu Typhoon ze základny v SRN. Jeden stroj byl lehkou střelbou pilota ze žatecké základny částečně poškozen. I tak se však stihl vrátit nad území SRN, kde pár km za hranicemi nouzově přistál. Tento incident je jediný doložený bojový kontakt mezi československými piloty a piloty ze strany NATO.
Mezi piloty žateckého letiště také sloužil Oldřich Pelčák, pozdější člen připravované první neruské a neamerické kosmické posádky, kde druhým kandidátem z ČSSR byl Vladimír Remek, který byl nakonec pro tento úkol vybrán. V 80. letech a na začátku 90. let zde sloužil a výborně reprezentoval umění českých vojenských pilotů Václav Vašek, který vedle ruských a ukrajinských pilotů jako jediný předváděl se špičkovým nadzvukovým letounem prvek vysoké letecké akrobacie, tzv. „Zvon“.
Krátce před koncem války byl na dnešní západní nádraží proveden letecký nálet. Žatec byl osvobozen Rudou armádou.

### Od konce druhé světové války do roku 1989

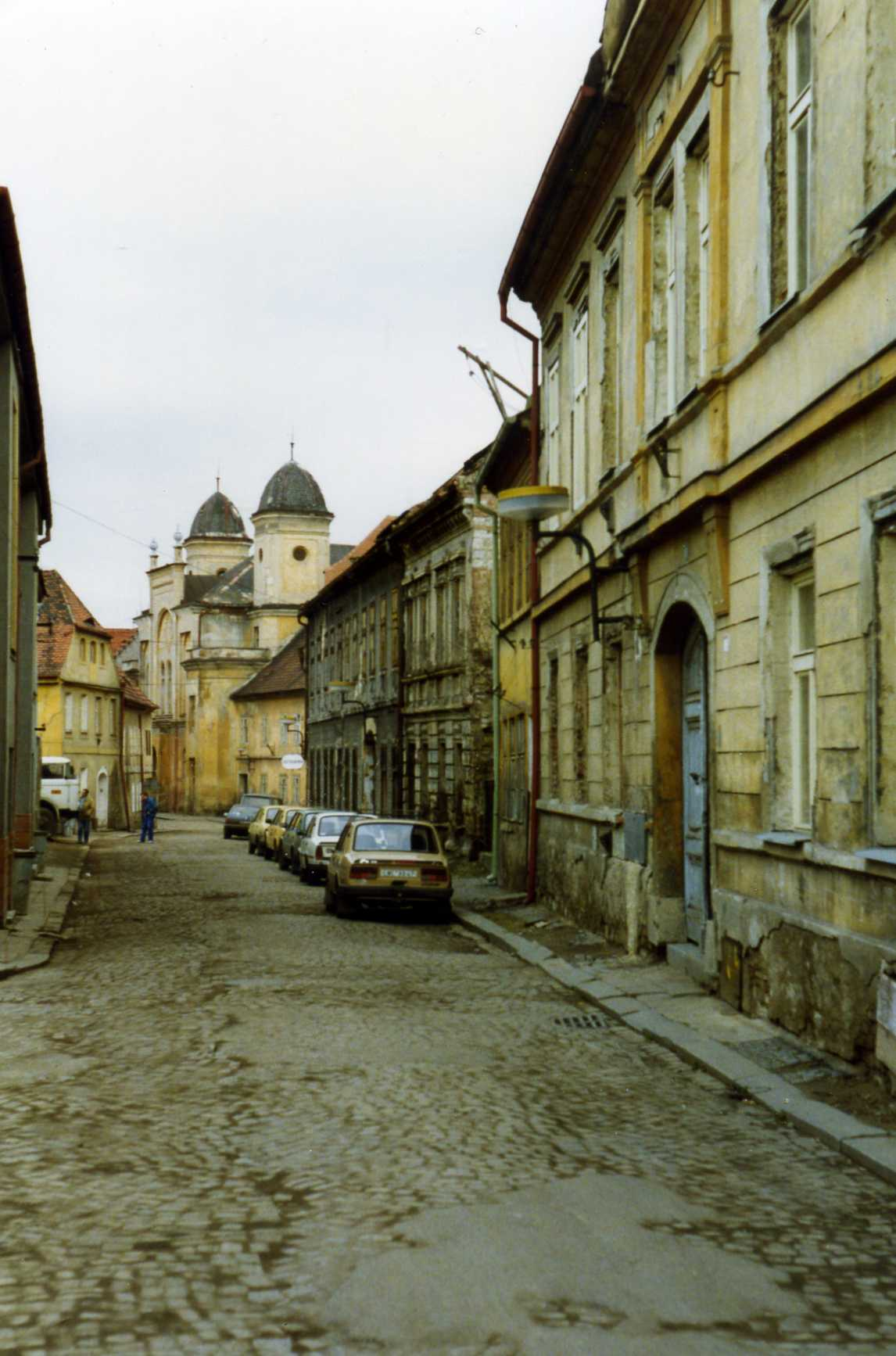
Ulice v historickém centru v roce 1994

Na přelomu května a června 1945 došlo v Žatci a Postoloprtech a jejich okolí k událostem označovaných jako postoloprtský masakr. 
Nejprve bylo v Postoloprtech soustředěno postoloprtské německy mluvící obyvatelstvo a poté jednotky Československé armády, konkrétně postoloprtská posádka pod velením kpt. Černého a npor. Zíchy za přítomnosti plk. Čermáka, obklíčily město Žatec. Jednotka patřila do 1.divize československé armády. Operaci podporovaly dva obrněné vlaky na nádraží. Celkem bylo ze Žatce odvedeno asi 7000 obyvatel. Na rozkaz kapitána Černého - zastřelit kohokoliv, pokud by se protivil - byli zastřeleni min. 2 muži při shromažďování. Čtvrtý až pátý den po soustředěni se začalo v Postoloprtech popravovat.
Po vysídlení německého obyvatelstva nastalo tzv. dosídlování Čechy.
V létě 1948 bylo ze žateckého letiště odesláno 24 letadel Avia S-199 (rozebraných na jednotlivé části a v útrobách velkých letadel uložených) v rámci vojenské pomoci Československa nově vzniklému státu Izrael (tzv. akce Žatec – Haifa). V souladu se stejnou akcí na podporu nového státu Izrael ze žateckého letiště (kódové označení Etzion) také startovaly plně vojensky vyzbrojené 3 ks tzv. létajících pevností s mezipřistáním na základně v Itálii a s cílem nad Egyptem, kde bombardovaly egyptské pozice a pomáhaly tak udržet část vojenských sil, které tak nemohly zasáhnout při napadení Izraele. Piloty byli Američané nebo Angličané.
Při správní reformě, 1. června 1960, Žatec politicky „neobhájil“ titul okresního města, kterým se staly 20 km vzdálené Louny. V roce 1961 byl Žatec vyhlášen městskou památkovou rezervací. V období 70. a 80. let dochází k bouřlivé výstavbě sídlišť, zejména v západní a jižní části města, jsou likvidovány cenné podměstské statky a rozsáhlé čtvrtě z 19. a počátku 20. století. Historické jádro města chátrá, většina finančních prostředků, přerozdělená do okresu, připadá do nového okresního města Louny.[zdroj⁠?!] Ze Žatce jsou postupně odstraňovány okresní úřady, soud, některé strategické podniky (mlékárna aj.), z chladicího zařízení nové mlékárenské linky je v Lounech vybudováno kluziště.[zdroj⁠?!] Tento stav přetrvával až do roku 1989, kdy Žatec nastoupil cestu vlastní obnovy.

### 21. století
Dnes dochází k postupné obnově historických památek. Některé objekty ve městě chátrají, ale na jejich obnově se již pracuje. Východní část městského jádra je na tom velmi špatně (tj. oblast Chelčického náměstí), neboť byla v dřívějších letech obývána nepřizpůsobivými obyvateli. V roce 2006 byla provedena rekonstrukce náměstí Svobody (prostranství před radnicí).
Ve městě je nemocnice, gymnázium, dvě obchodní akademie, dvě odborná učiliště, čtyři základní školy, mateřské školy a speciální základní škola a dvě nádraží. Dále pak divadlo s digitálním kinem a 3D kinem, letní kino. Vydávají se Žatecké noviny a Žatecký týdeník. Bezpečnost zajišťuje Hasičský záchranný sbor, městská policie i Policie ČR, ve městě sídlí vojenská posádka (4. brigáda rychlého nasazení). Pracuje se na zásadní obnově a přestavbě kasáren v moderní vojenské městečko ve městě.
Od roku 2023 je město jako součást regionu Žatec a krajina žateckého chmele zapsané na seznam Seznam světového kulturního dědictví UNESCO.

## Přírodní poměry
Žatec leží v jihozápadní části Ústeckého kraje na jižním okraji Mostecké pánve v podhůří Doupovských hor. Jižně od města se rozkládá přírodní park Džbán. Proti proudu řeky Ohře se nachází Vodní nádrž Nechranice s nejdelší sypanou hrází ve střední Evropě.

## Obyvatelstvo
Podle sčítání 1921 zde žilo v 1 237 domech 16 211 obyvatel, z nichž bylo 8 631 žen. 1 820 obyvatel se hlásilo k československé národnosti, 13 979 k německé a 53 k židovské. Žilo zde 14 321 římských katolíků, 648 evangelíků, 109 příslušníků Církve československé husitské a 907 židů. Podle sčítání 1930 zde žilo v 1 671 domech 18 100 obyvatel. 3 156 obyvatel se hlásilo k československé národnosti a 14 422 k německé. Žilo zde 15 856 římských katolíků, 707 evangelíků, 231 příslušníků Církve československé husitské a 760 židů.
| Obec Žatec                                                           | Obec Žatec | Obec Žatec | Obec Žatec | Obec Žatec | Obec Žatec | Obec Žatec | Obec Žatec | Obec Žatec | Obec Žatec | Obec Žatec | Obec Žatec | Obec Žatec | Obec Žatec | Obec Žatec | Obec Žatec |
|                                                                      | 1869       | 1880       | 1890       | 1900       | 1910       | 1921       | 1930       | 1950       | 1961       | 1970       | 1980       | 1991       | 2001       | 2011       | 2021       |
| -------------------------------------------------------------------- | ---------- | ---------- | ---------- | ---------- | ---------- | ---------- | ---------- | ---------- | ---------- | ---------- | ---------- | ---------- | ---------- | ---------- | ---------- |
| Obyvatelé                                                            | 10 050     | 11 660     | 14 520     | 17 754     | 18 666     | 17 761     | 19 757     | 14 088     | 15 661     | 16 525     | 19 145     | 20 320     | 19 919     | 18 786     | 18 467     |
| Místní část Žatec                                                    |            |            |            |            |            |            |            |            |            |            |            |            |            |            |            |
| Obyvatelé                                                            | 8 869      | 10 425     | 13 234     | 16 188     | 17 130     | 16 211     | 18 100     | 13 174     | 14 582     | 15 608     | 18 368     | 19 699     | 19 266     | 18 139     | 18 346     |
| Domy                                                                 | 695        | 759        | 885        | 1 034      | 1 197      | 1 237      | 1 671      | 2 059      | 1 791      | 1 726      | 1 866      | 2 015      | 2 134      | 2 264      | 2 723      |
| Data z roku 1961 zahrnují i domy z místních částí Velichov a Záhoří. |            |            |            |            |            |            |            |            |            |            |            |            |            |            |            |

Věková struktura obyvatel obce Žatec roku 2011
Rodinný stav obyvatel obce Žatec roku 2011
Vzdělání obyvatel obce Žatec roku 2011

## Obecní správa

### Části města

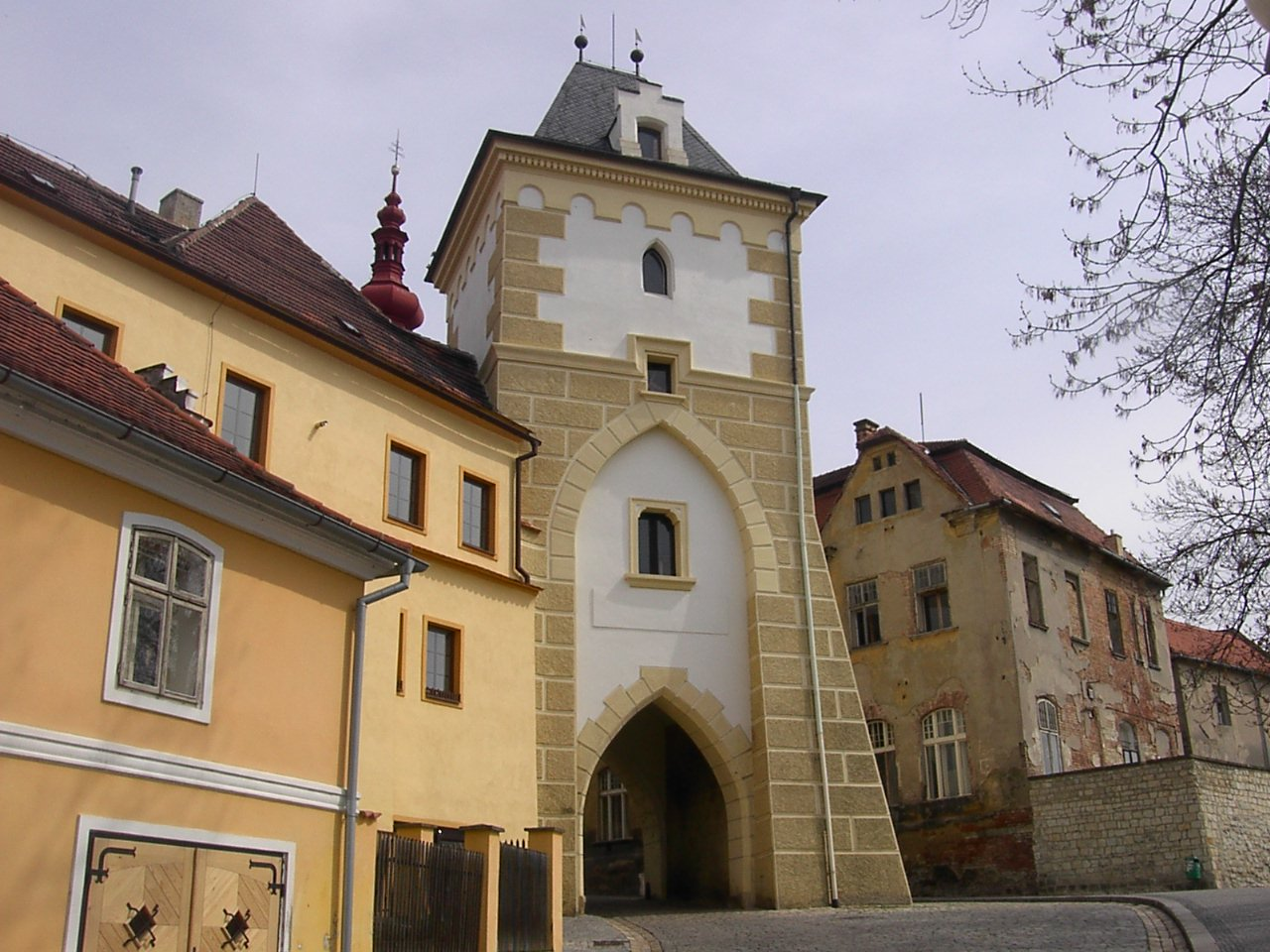
Kněžská brána, součást středověkého opevnění v Žatci

Město se skládá ze sedmi částí:
- Žatec
- Bezděkov
- Milčeves
- Radíčeves
- Trnovany
- Velichov
- Záhoří

### Zastupitelstvo a rada města
Žatecké zastupitelstvo zvolené v roce 2022 se skládá z osmi politických subjektů - ANO 2011 (8 mandátů), SPD, VPM (oba po 3 mandátech), ODS, STAN (oba po 2 mandátech); KSČM a nezávislí, Žatec srdce regionu – koalice TOP 09 a nezávislých, Piráti (všichni po 1 mandátu). Radu města sestavily ANO 2011, Volba pro město a ODS. Dle koaliční dohody byl v řijnu 2022 novým starostou zvolen Radim Laibl (ANO).

## Hospodářství

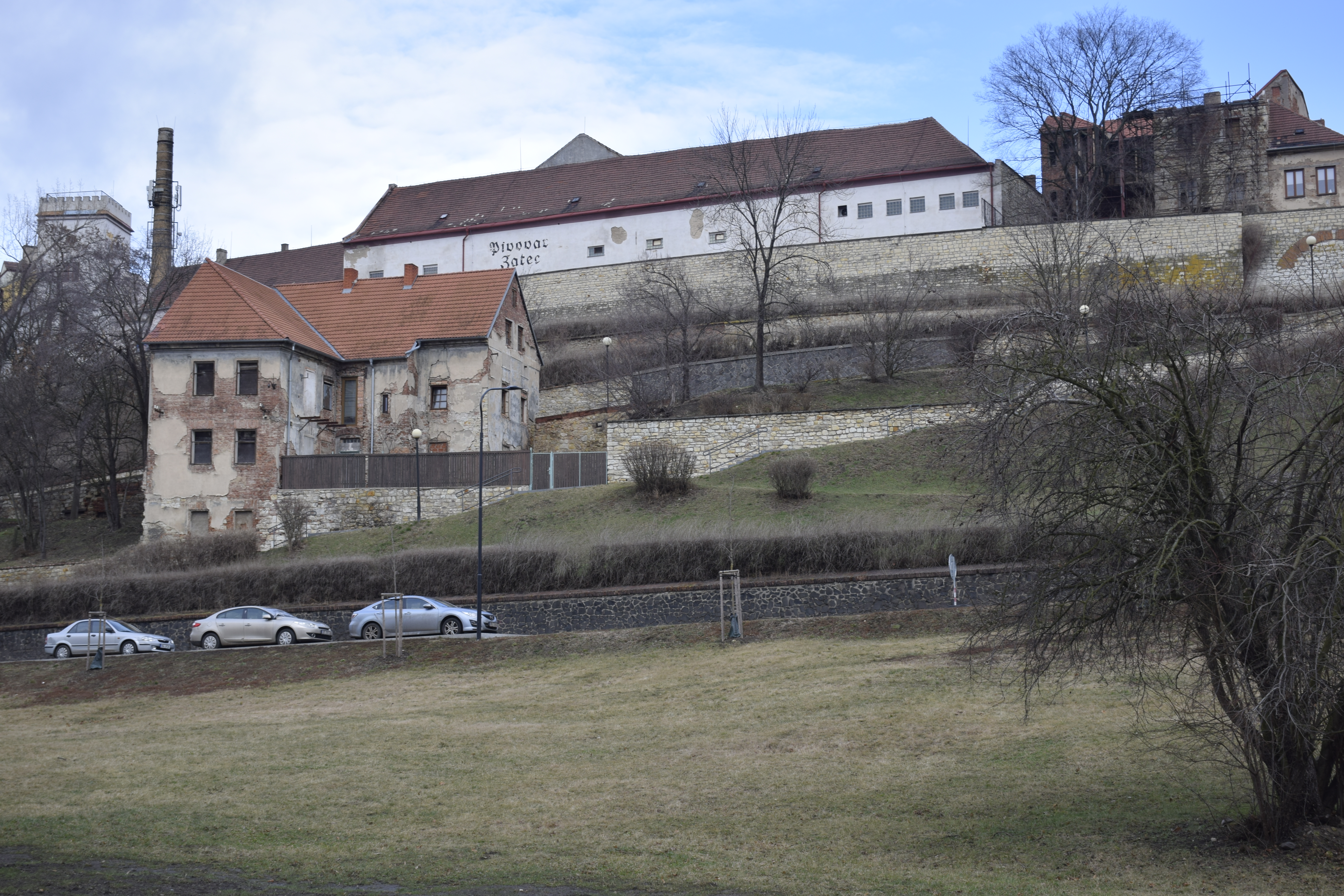
Městský pivovar Žatec

### Průmysl
Bývalé vojenské letiště bylo přeměněno na průmyslovou zónu Triangle. První velkou investicí byla již ukončená výroba displejů a televizorů japonských společností IPS Alpha a Hitachi. K roku 2018 funguje v jejich halách výroba vnitřního vybavení pro auta firmy Grammer. Od roku 2019 se rozbíhá výroba pneumatik korejské společnosti NEXEN TIRE. Největším zaměstnavatelem v zóně zůstává společnost Yanfeng s výrobou dílů pro automobilní průmysl.
U jezu na Ohři na západním okraji města se nachází Malá vodní elektrárna Libočany.

### Chmelařství a pivovarnictví
Oblast, jíž je Žatec střediskem, proslula pěstováním chmele. Pěstování chmele je rovněž inspirací pro každoroční chmelové slavnosti – tzv. Dočesná. Ve městě se nachází muzeum chmele, významný Chmelařský institut a sídla mnoha společností zabývajících se obchodem s touto komoditou. Žatecký chmel je ve světě velmi ceněný díky velkému obsahu hořkých aromatických látek (lupulin).
Právě díky chmelu a Dočesné je Žatec známý v celém Česku. Na chmelové brigády jezdili studenti ze všech koutů České i Slovenské republiky.
Ve městě sídlí Pivovar Žatec, jenž své pivo úspěšně vyváží do světa a pravidelně získává ocenění na degustacích v ČR, ale i ve světě. V červnu 2006 vyhrálo Žatecké pivo na Mezinárodním pivním festivalu v australském Sydney.
Ve městě působí recesistické občanské sdružení Chrám chmele a piva, které pořádá slavnosti Chmelfest a snaží se o propagaci nejen Žatce jako města chmele, ale i celé chmelařské oblasti v okolí.

## Doprava
Žatcem vede silnice I/27, na kterou se v něm napojují silnice II. třídy: II/225, II/250 a II/227. Z železničních tratí městem prochází železniční tratě Žatec–Obrnice, Lužná u Rakovníka – Chomutov a Plzeň–Žatec, které se křižují ve stanici Žatec.

## Společnost
Nyní je ve městě koupaliště s wellnes centrem a sportovištěm, město disponuje 2 fotbalovými hřišti, z toho jedno je přístupné pro veřejnost. Dále je zde digitální, 3D a letní kino, divadlo, nahrávací studio a mnoho obchodů jako například Obchodní Centrum Kaufland, které zahrnuje obchody Takko, Sportisimo, Kik, Elektro, Dračík, Jysk a další. Dále zde funguje Tesco, Lidl, Penny Market, Norma, Exe, ArmyShop, kavárny, cukrárny, čajovna a skateshop.

## Pamětihodnosti
- Budova radnice s radniční věží
- Budova Gymnázia Žatec
- Chrám Nanebevzetí Panny Marie
- Synagoga
- Chmelnička
- Systém městského opevnění s Husitskou baštou a dvěma zachovanými městskými bránami (Kněžská brána a Libočanská branka)
- Chmelařské muzeum
- Sušárna a sklad chmele Vinzenze Zulegera
- Chrám chmele a piva s Chmelovým majákem a Chmelovým orlojem
- Sloup Nejsvětější Trojice
- Evangelický kostel farního sboru Českobratrské církve evangelické
- Renesanční sladovna s expozicí galerie filmů natáčených v Žatci
- Pivní sud žateckého pivovaru na Kruhovém náměstí
- Kostel svatého Jakuba
- Kostel svatého Václava
- Klášterní zahrada s bylinkovou zahradou, expozicí domácích zvířat
- Pozdně gotický Mederův dům oceněný jako památka roku 2020 v kategorii Velké rekonstrukce[19]
- Fuchsova vila
- Lehrlova vila

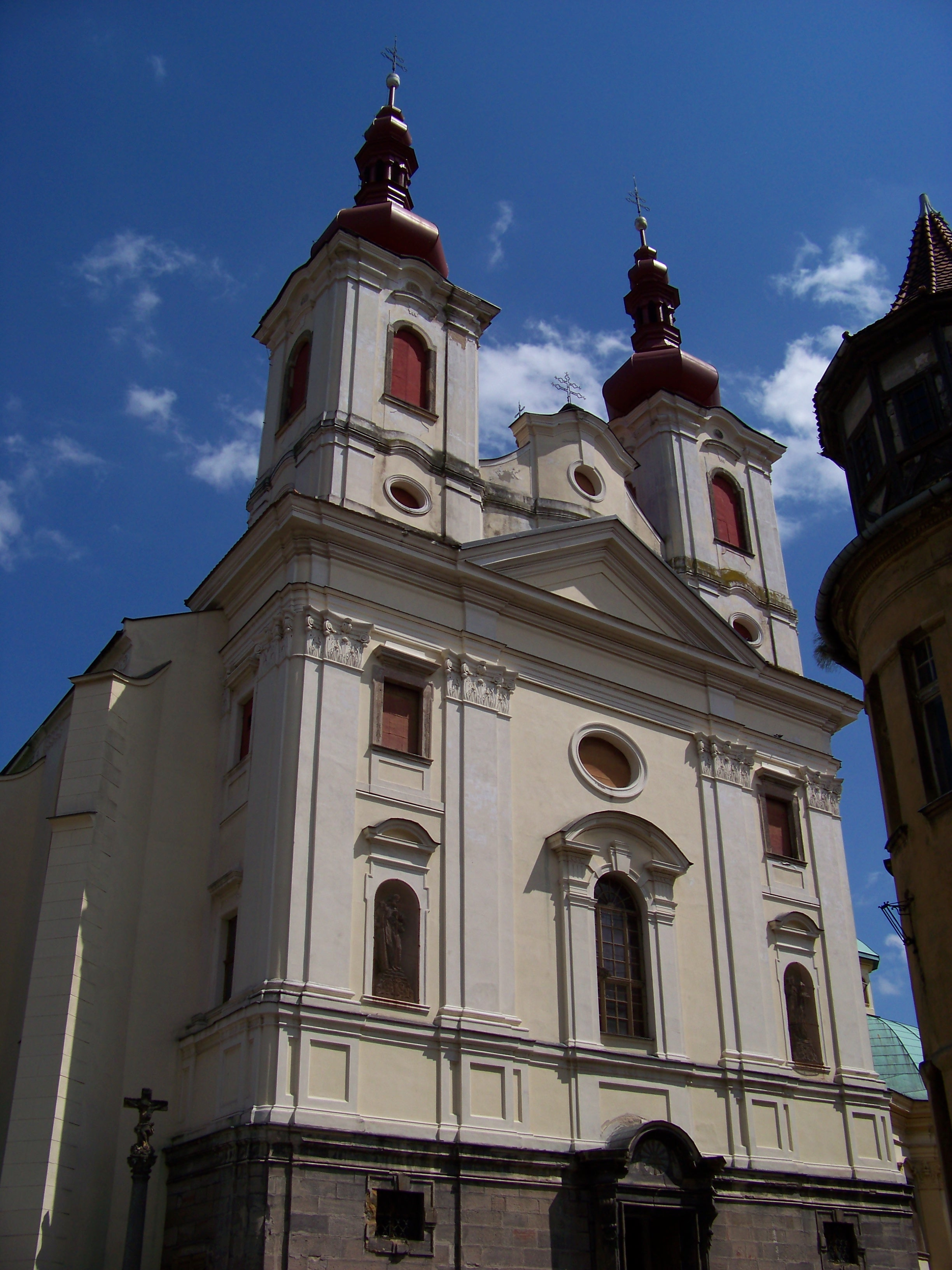
Kostel Nanebevzetí Panny Marie
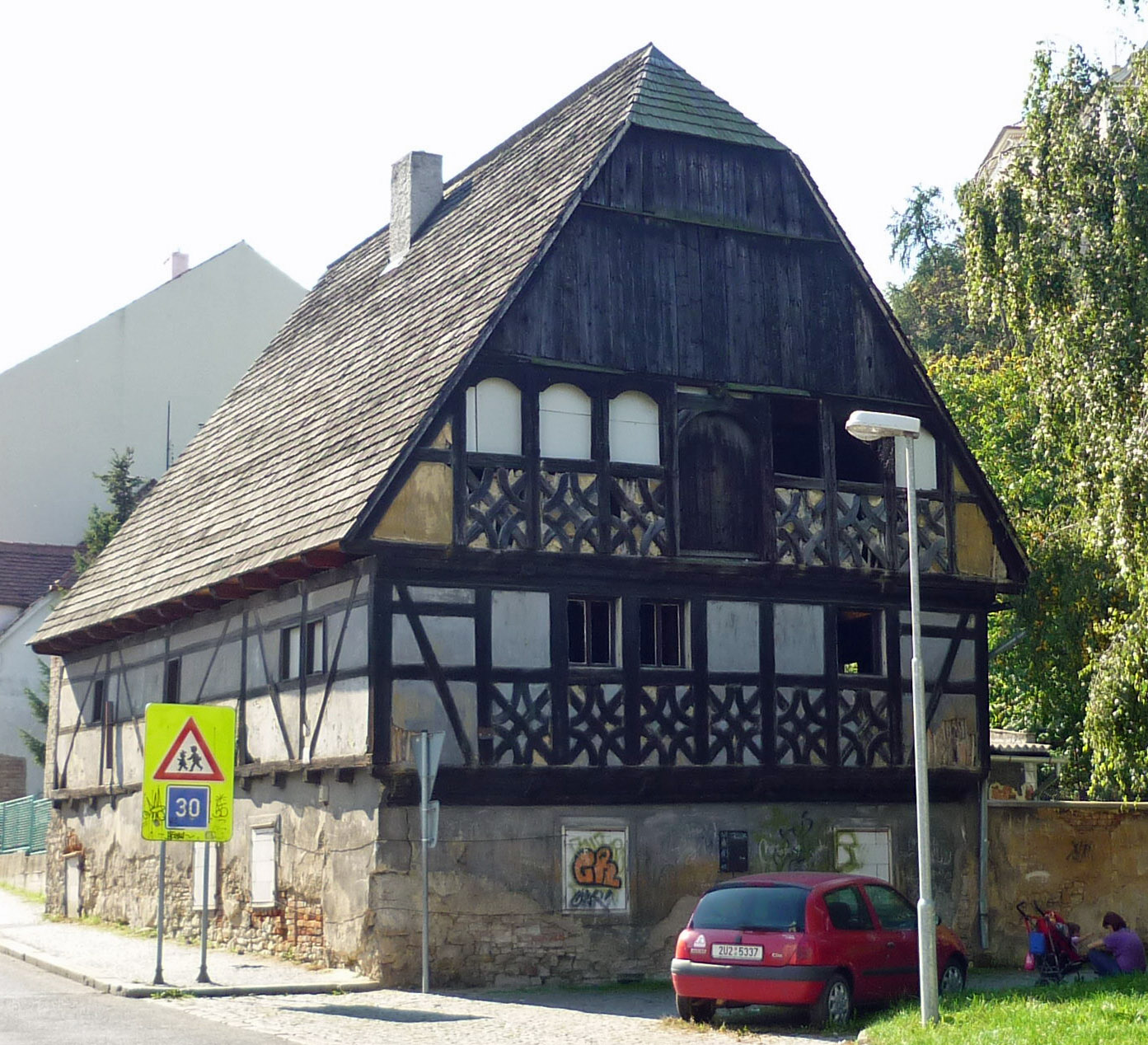
Roubený dům na předměstí
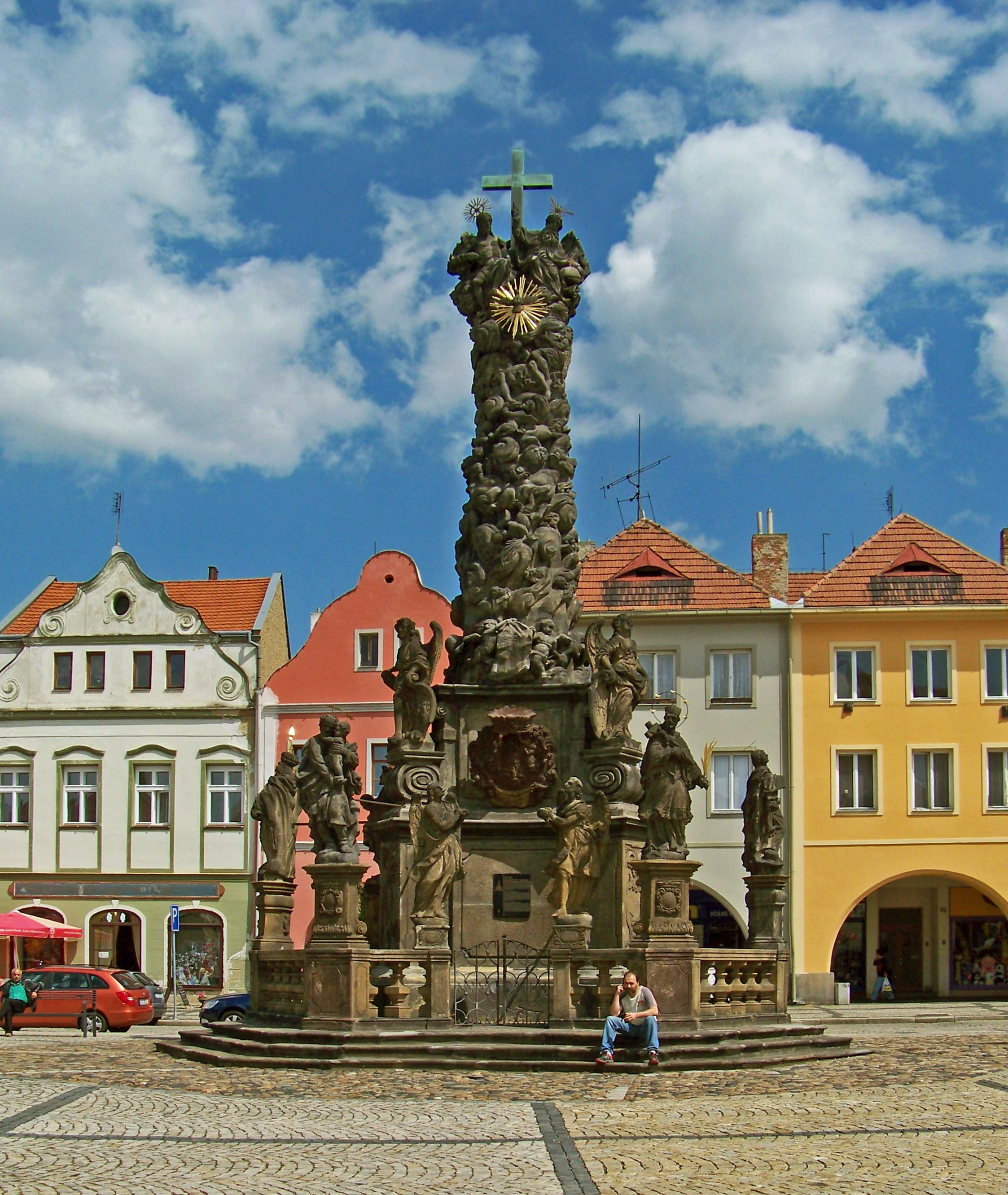
Trojiční sloup na náměstí
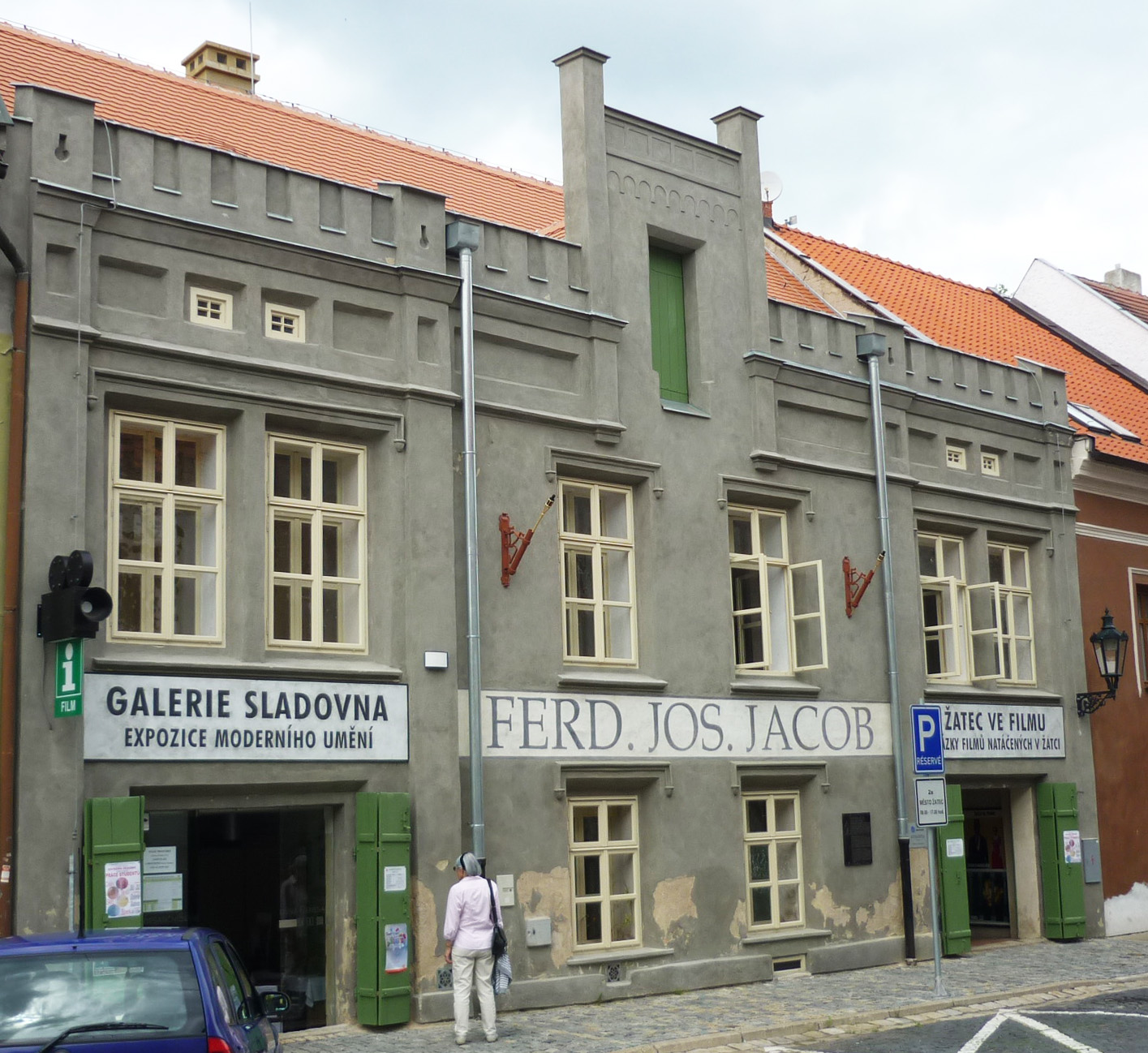
Dům s galerií a muzeem na Masarykově ulici
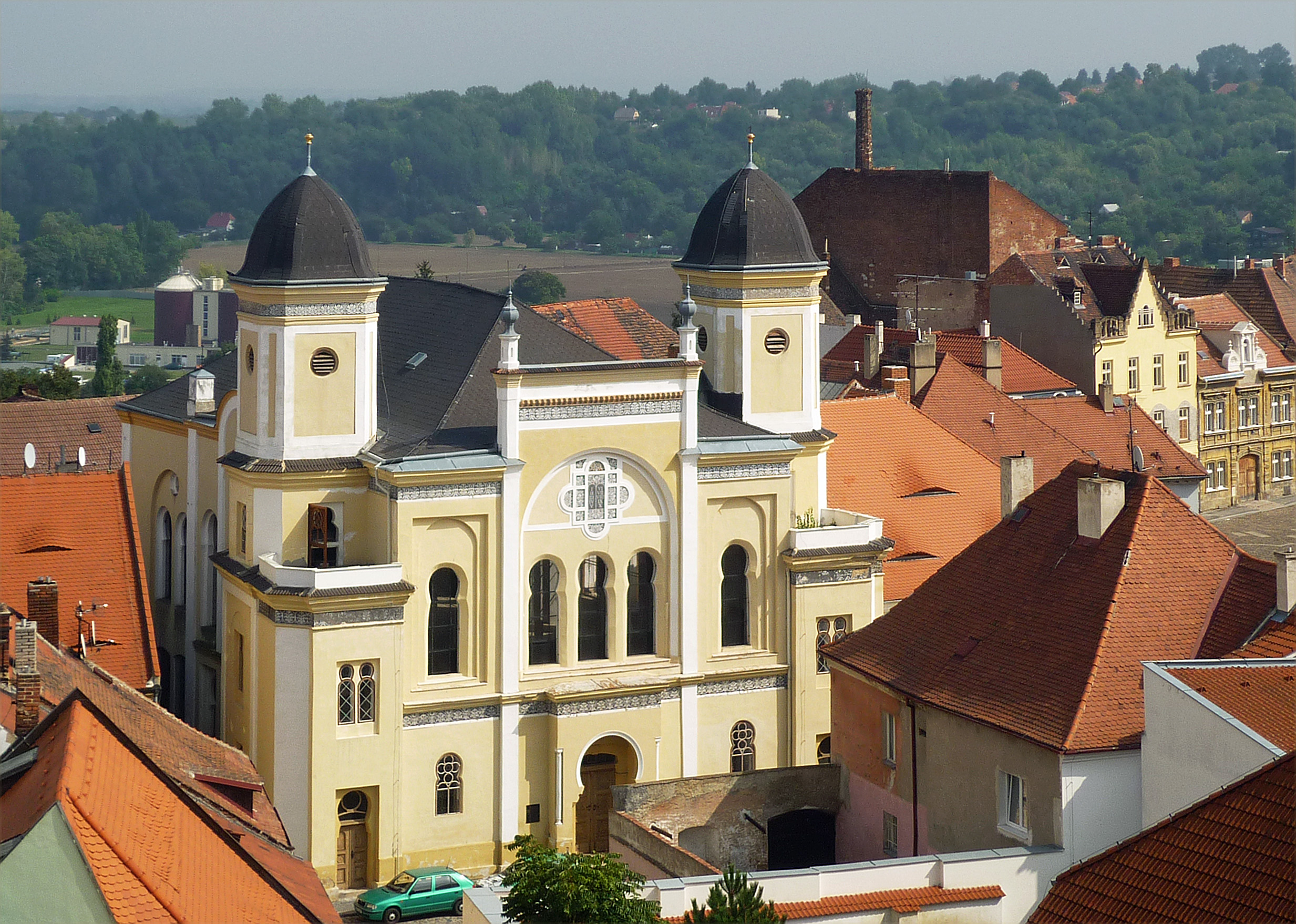
Žatecká synagoga
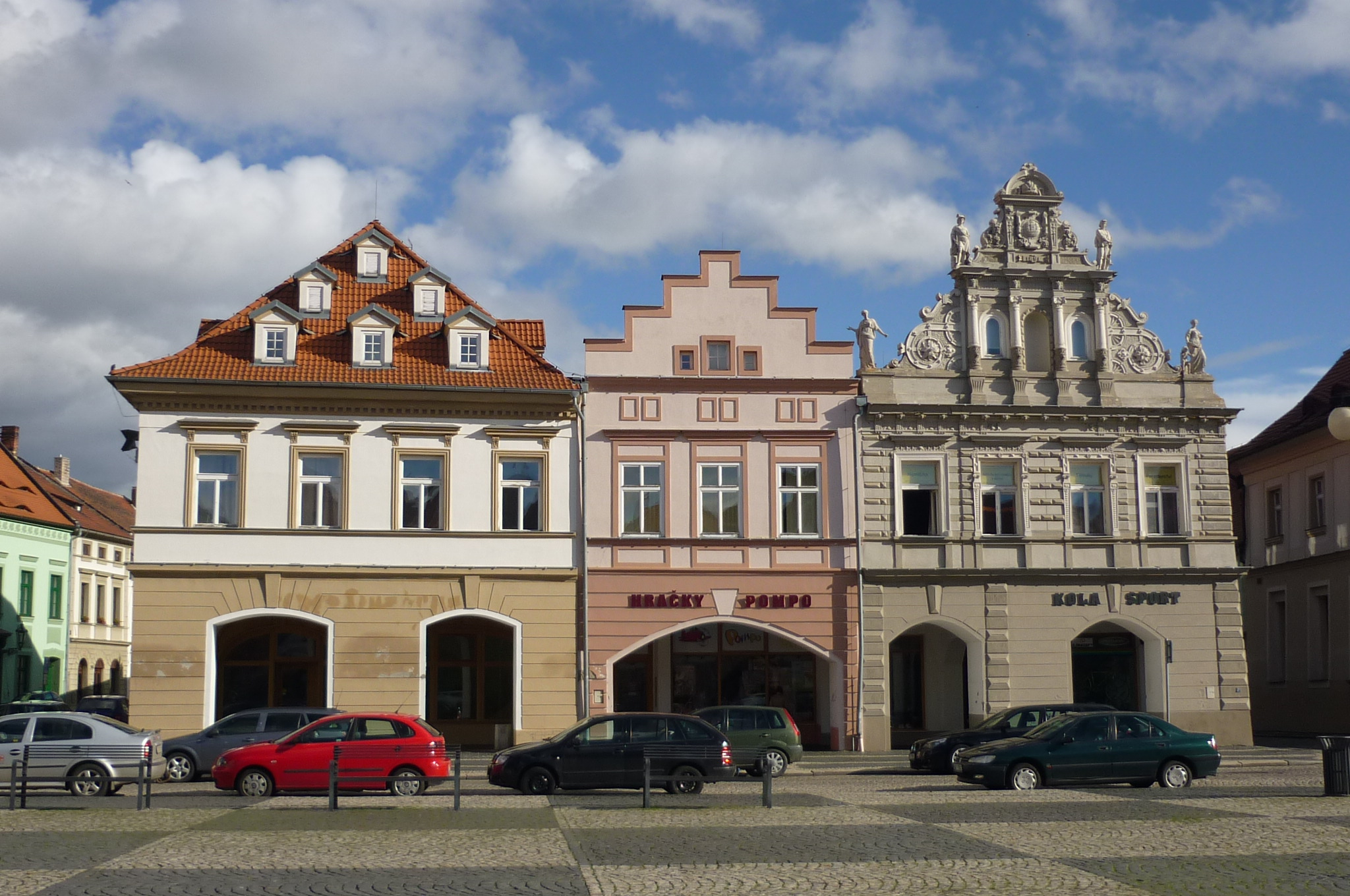
Domy na hlavním náměstí
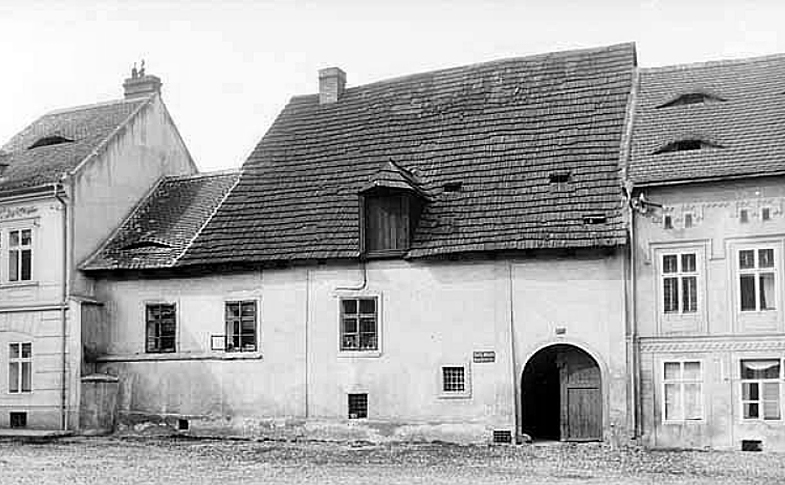
Mederův dům

### Muzea
V Regionálním muzeu K. A. Polánka byla v květnu roku 2002 otevřena stálá expozice Kabinet chmelových známek dokumentující historický vývoj a teritoriální rozšíření chmelových známek v Čechách. V současnosti expozice obsahuje bezmála 1300 vystavených sbírkových předmětů a je tak největším vystavovaným souborem svého druhu v České republice. Část těchto známek je k vidění ve Chmelařském muzeu. K expozici se váží webové stránky, které detailně pojednávají o jednotlivých druzích těchto pracovních známek. Retro Computer v Žatci je stálá expozice domácích počítačů ze 70.-80. let 20. století.

### Zaniklé stavby
Roku 1715 byla na žateckém náměstí vysvěcena nově postavená Loretánská kaple. Založena byla z odkazu lékárníka a žateckého radního Johanna Clemense Calderara. Roku 1738 ji poškodil požár, ale v krátké době byla opravena a její fasádu ozdobily sochy od J. K. Vettera. Roku 1790 byla Santa Casa odsvěcena a přestavěna na obytný dům, který byl po roce 1945 zbořen.

## Sport
Mezi válkami působil ve městě úspěšný německý fotbalový klub DSV Saaz. Na počátku třicátých let složil silný profesionální tým zvaný Wunderelf (zázračná jedenáctka), který trénoval bývalý reprezentant Otakar Škvain-Mazal. Absolvoval dokonce jeden ročník nejvyšší československé soutěže (1935/1936). V této sezóně za něj nastupoval například i československý reprezentant Ľudovít Rado nebo rakouský reprezentant Johann Hoffmann. Klub zanikl v důsledku vysídlení Němců z Československa. Ve městě později působil vojenský fotbalový klub VTJ Žatec. Odehrál pět sezón v druhé nejvyšší soutěži (1977/1978, 1978/1979, 1979/1980, 1985/1986, 1986/1987). Zanikl roku 1991 sloučením s FK Teplice.
V roce 1989 se v Žatci konalo Mistrovství Československa v cyklokrosu.

## Zajímavosti

### Žatecká nej

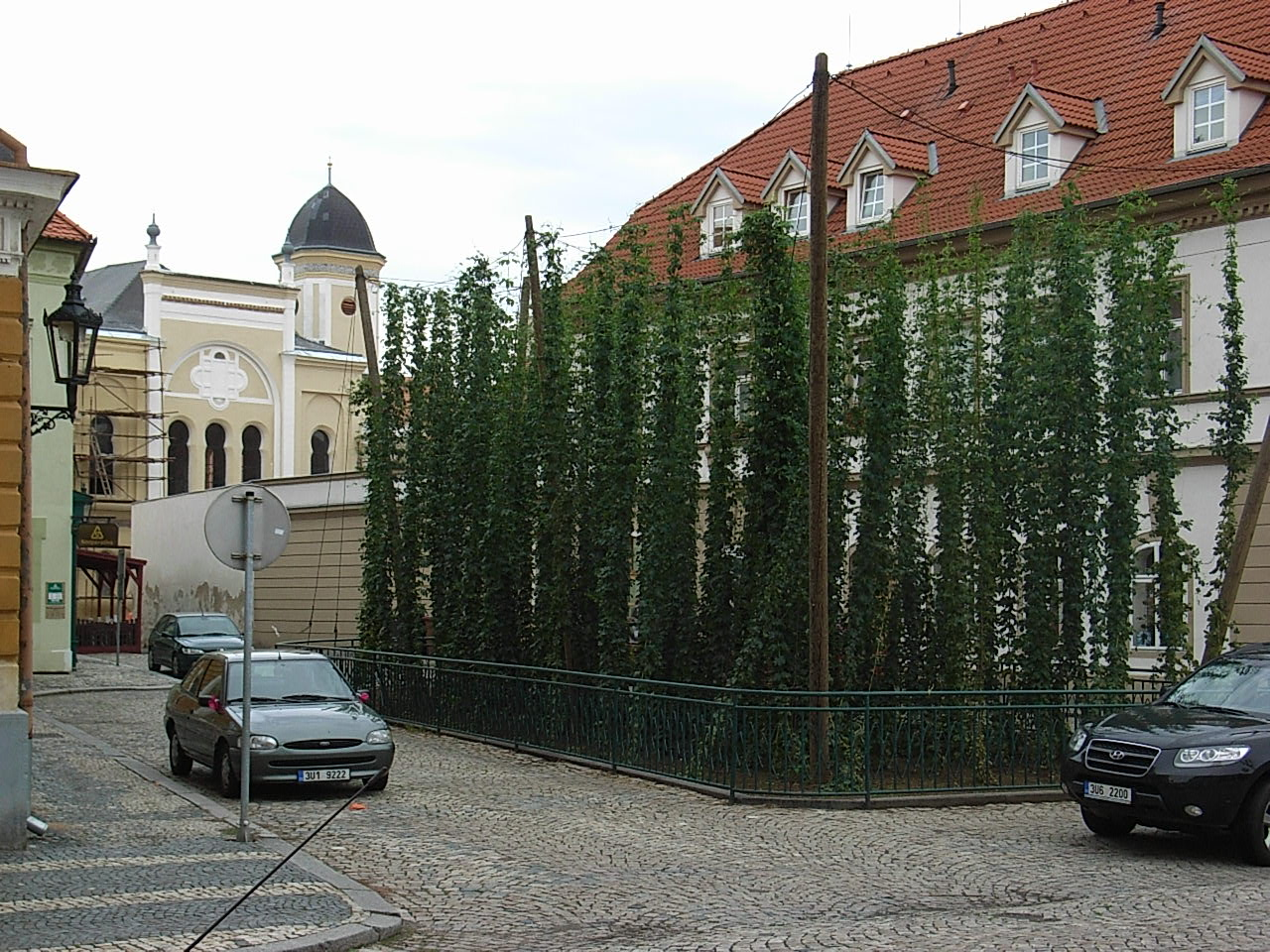
Nejmenší chmelnice světa vedle žatecké radnice

- Hrob nejstaršího pivaře světa – Lojzy Lupulína (recese)[25]
- Nejmenší chmelnička na světě (na náměstí Svobody)[26]
- Nejmenší pivovar na světě (pokusný pivovar ve Chmelařském institutu)[27]
- Největší sklad chmele na světě[27]
- Největší chmelařská oblast ČR (zahrnuje okresy Louny, Rakovník, Kladno, Chomutov a už pěstitelsky neaktivní okresy Plzeň-sever a Rokycany)[28]
- Žatecko je nejsušší oblastí ČR (srážkový stín Doupovských a Krušných hor)[29]
- Druhá největší synagoga v Čechách[30]

### Dočesná
Tato akce vznikla původně jako oslava dočesání posledního chmelového štoku a v průběhu let doznávala mnoha proměn. V dnešní podobě se těžištěm oslav a zábavy stalo centrální náměstí Svobody, kde je před radnicí umístěno hlavní pódium, na kterém se po oba dny střídají zábavné pořady především hudebních žánrů. Nedílnou součástí jsou chmelové a pivní soutěže, mezi nejoblíbenější patří ruční česání chmele a tanec s korbelem piva na hlavě. Výjimečnost programu umocňuje historická divadelní scénka jejímž vyvrcholením je pasování vybraného pěstitele do rytířského stavu a jeho dekorování chmelovým věncem, slavnostní narážení pivního sudu a strhnutí posledního štoku v nejmenší chmelnici na světě, která se nachází přímo na žateckém náměstí. Speciální programy jsou na dalších dvou scénách. Na dětské scéně do podvečera probíhají pásma soutěží, písniček a her. Ve večerních hodinách na tomto pódiu probíhá rockový program, nechybí vystoupení známých rockových hvězd. Druhou scénu tvoří pódium s programem zaměřeným na folkovou a country muziku. Na žatecké Dočesné se představují pivovary z celé České republiky, ale i ze zahraničí.

### Ve filmu a televizi

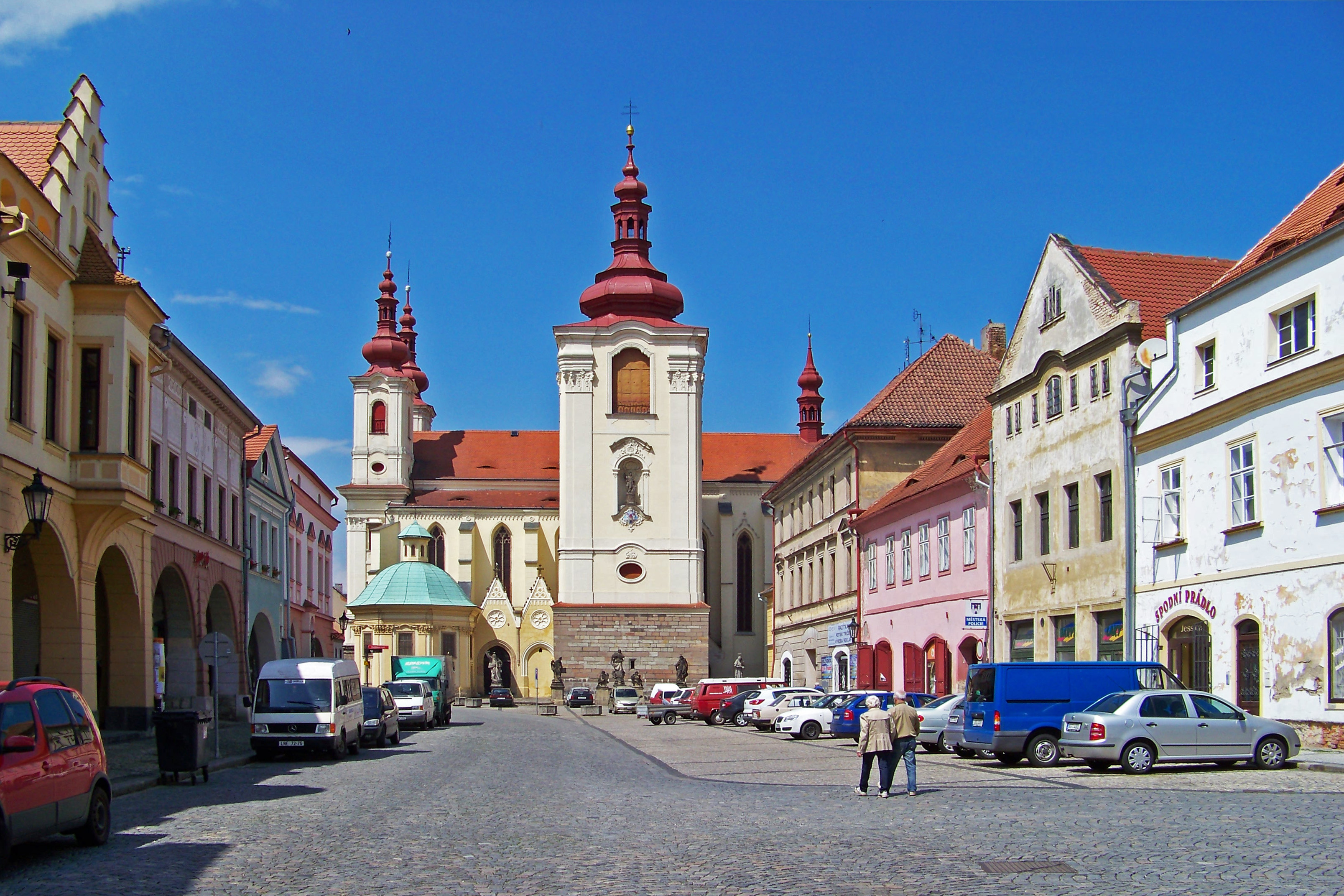
Seriálové Náměstíčko je ve skutečnosti náměstí Maxmiliána Hošťálka v Žatci

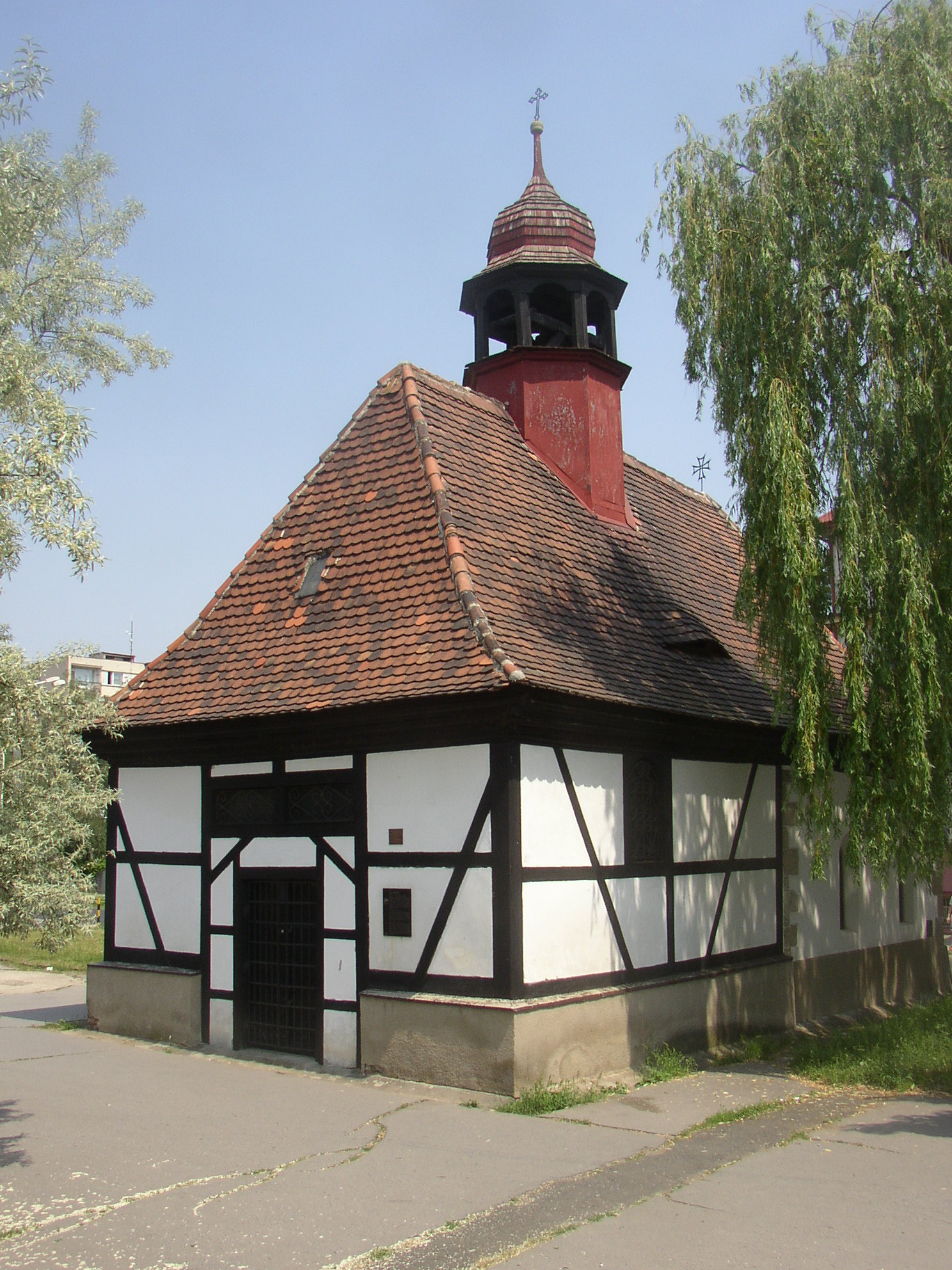
Kostelík svatého Václava na Dolním předměstí

Ve městě se díky jeho starobylé podobě natáčí ročně několik filmů, seriálů a reklam. Množství českých a zahraničních děl zde nelze uvést, protože neustále přibývají neuvěřitelným tempem, ale asi nejznámější českým divákům bude seriálová tvorba České televize Náměstíčko, Náves, Příkopy, Nemocnice na kraji města, či Já, Mattoni. Do Žatce sjíždí filmové štáby snad z celého světa a natáčí zde zejména historické filmy, zejména s židovskou tematikou. Ve městě funguje muzeum filmů natáčených v Žatci.
Filmy (částečně) natáčené v Žatci:
- 1964 – Starci na chmelu
- 1974 – Holky z porcelánu
- 1982 – Yentl (Barbra Streisand)
- 1986 – Pavučina
- 1992–1993 – Mladý Indiana Jones
- 1995 – Radeckého pochod
- 1997 – Bídníci
- 1999 – Oliver Twist
- 1999 – Červený Bedrník
- 2002 – Jean Moulin
- 2000 – Případy detektivní kanceláře Ostrozrak (TV seriál)
- 2004 – Meigret
- 2002 – Doktor Živago
- 2005 – Náměstíčko (TV seriál)
- 2007 – Příkopy (TV seriál)
- 2005 – Ještě žiju s věšákem, plácačkou a čepicí
- 2007 – Srdce nepřítele
- 2008 – Edith Piaf
- 2013 – Hořící keř
- 2016 – Já, Mattoni (TV seriál)
- 2016 – Pytlík kuliček
- 2016 – Úkryt v zoo
- 2016 – reklama firmy Apple „Frankie's holidays“, hlavní natáčení na náměstí probíhalo v noci z 22. na 23. října[32][33]
- 2019 – Králíček Jojo

## Rodáci
- Havel Cahera, utrakvistický kněz, teolog
- Peter Glaser, vědec, kosmický inženýr
- Anton Gnirs, archeolog
- Josef August Heller, hudební skladatel
- Maxmilián Hošťálek z Javořice, politik
- Jan Hudec, akademický malíř
- František Chvalovský, fotbalový funkcionář
- Josef Illing, politik
- František Kermer, architekt
- Milan Kindl, právník a spisovatel
- Sylvia Kodetová, operní pěvkyně
- Petr Kotvald, zpěvák
- Jan Kreisinger, atlet
- Václav Krocín starší z Drahobejle, politik
- Lukáš Ladra, IT grafik a recenzent PC her
- Karl Lehrmann, architekt[34]
- Bohuslav z Michalovic, politik a právník
- Werner Nachtigall, biolog
- Josef Patzel, politik
- Jiří Pazour, hudební skladatel a klavírista
- Jan Petříček, kanoista, vodní slalomář
- Tomáš Petříček, kanoista, vodní slalomář
- Pavel Pistorius z Lucka, kněz a spisovatel
- Josef Rabas, římskokatolický kněz
- Karel Reiner, hudební skladatel
- Bohumír Roedl, historik a archivář
- Zdenko Schücker, politik
- Otto Stein, malíř a grafik
- Otto Stein, indolog, oběť holocaustu
- Lucie Svěcená, sportovkyně
- Jan Svěrák, režisér
- Maria Treben, spisovatelka, bylinkářka
- Dagmar Vaňkátová, česká operní pěvkyně
- Petr Štrompf, spisovatel
- Karel Rafael Ungar, kněz a knihovník
- Miroslav Varga, olympijský vítěz
- František Kristian Waldherr, malíř
- Dominik Stroukal , ekonom a manažer

## Partnerská města
- Krasnystaw, Polsko (1996)
- Poperinge, Belgie (1964)
- Thum, Německo
- Žalec, Slovinsko